# Zappa (cognome)
Zappa è un cognome di lingua italiana.

## Varianti
Zappella, Zappelli, Zappellini, Zappetta, Zappetti, Zappettini, Zappettino, Zappetto, Zappi, Zappiello, Zappini, Zappino, Zappoli, Zappone, Zapponi, Zappulla, Zappulli, Zappullo.

## Origine e diffusione
Cognome tipicamente lombardo, è presente anche nel genovese, negli Abruzzi, nel napoletano e nel palermitano.
Potrebbe derivare dal mestiere di contadino del capostipite oppure dal toponimo Zappa, nella città metropolitana di Messina.
In Italia conta circa 1319 presenze.
La variante Zappella è bergamasca; Zappelli è tipicamente lucchese e pisano; Zappi compare nel bolognese e nel viterbese-romano; Zappini è trentino e brianzolo; Zappino compare nel torinese e nel sassarese; Zappolli è presente a Bologna e a Caserta; Zappulli e Zappullo sono salernitani; Zappetti compare sporadicamente nell'Italia settentrionale e nel teatino; Zappettini è genovese e spezzino, soprattutto di Varese Ligure, e bresciano; Zappone è prevalentemente campobassano, con ceppi anche a Roma, Latina, L'Aquila e Reggio Calabria; Zapponi è di Mantova, Carrara, Roma e Tivoli; Zappulla è siracusano; Zappetto, Zappettino e Zappiello sono estremamente rari.